# Entwicklungsachse
Die Entwicklungsachse ist eines der wesentlichen Planungsinstrumente der Raumordnung und Landesplanung zur Sicherung, Ordnung und Steuerung der Siedlungsentwicklung. Sie dient der Konzentration der Entwicklung entlang einer leistungsfähigen Bandinfrastruktur, dem Leistungsaustausch der größeren Zentralen Orte untereinander und mit den anschließenden Räumen.

Zur leistungsfähigen Bandinfrastruktur zählen bestehende Schienenstrecken mit im Takt verkehrenden Nahverkehrssystemen: hier sind die Stadt- und S-Bahn zu nennen; ebenso die Regionallinien. In einzelnen Fällen kommen auch Bahnhöfe mit Fernverkehrshalten hinzu. Die Räume zwischen den Entwicklungsachsen dienen insbesondere der Sicherung gesunder Lebensverhältnisse und den auf Freiräume angewiesenen Funktionen und Nutzungen. Durch die Konzentration der Siedlungsentwicklung auf die Siedlungsbereiche der Entwicklungsachsen werden günstige Voraussetzungen für eine leistungsfähige, wirtschaftliche und die Freiräume schonende Versorgung mit öffentlichen und privaten Dienstleistungseinrichtungen geschaffen. Es erfolgt dadurch auch eine rationelle Erschließung und günstige Zuordnung von Siedlung und Infrastruktur. Die dichter besiedelten und gut ausgestatteten Bereiche im Verlauf der Entwicklungsachsen und die weniger stark besiedelten bzw. freien Räume zwischen den Entwicklungsachsen ergänzen einander und bilden eine funktionale Einheit. Die Aufgabenstellung der Räume zwischen den Entwicklungsachsen (neben der landwirtschaftlichen Produktion als Regenerations- und Schutzflächen für die natürlichen Lebensgrundlagen) beinhaltet für die weitere Siedlungsentwicklung in der Regel die Nutzung der vorhandenen Gemeinden bzw. Gemeindeteile im  Rahmen des Eigenbedarfs.

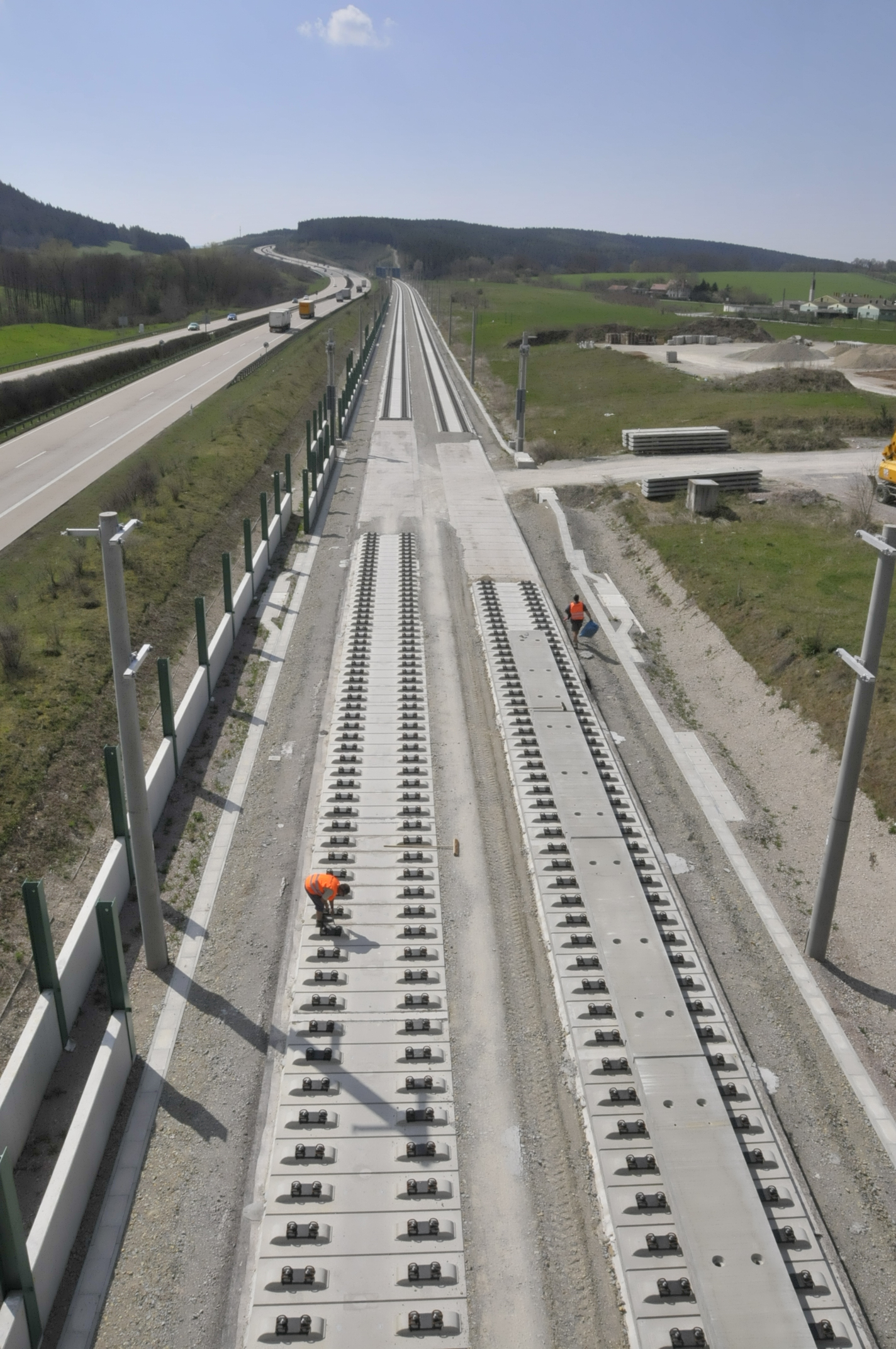
Trassenbündel einer Entwicklungsachse (2013):
Schnellfahrstrecke Nürnberg–Erfurt (im Bau) und A 71
Erfurt–Schweinfurt (fertig)

## Ziele
Die Verkehrsinfrastruktur soll gezielt gestärkt und verbessert werden. Entlang der Achsen soll sich so die Entwicklung von Wirtschaft, Verkehr und Siedlungen konzentrieren. Dies soll die Zersiedelung eindämmen und die Agglomerationsvorteile wahren. Durch eine Bündelung von Straßen, Bahntrassen und Hochspannungsleitungen auf den Entwicklungsachsen sollen die Auswirkungen auf die Umwelt minimiert werden.

## Beispiele
Beispielsweise verläuft die ICE-Neubaustrecke von Frankfurt nach Köln streckenweise direkt parallel zur Bundesautobahn 3.
Die Schnellfahrstrecke Nürnberg–Erfurt (Verkehrsprojekt Deutsche Einheit Nr. 8) und die A 71 Erfurt–Schweinfurt (Verkehrsprojekt Deutsche Einheit Nr. 16), die fast zeitgleich errichtet wurden, laufen im nördlichen Bereich direkt parallel nebeneinander.

## Vor- und Nachteile
Ein wichtiger Vorteil besteht darin, dass größere, zusammenhängende, intakte Landschaften und Natur- und (Nah)Erholungsräume weniger von Verkehrstrassen durchschnitten und dadurch vor empfindlichen Schädigungen bewahrt werden. An Autobahnanschlussstellen entstehen geeignete Orte für (interkommunale) Gewerbeparks – insbesondere für große Logistikunternehmen, die Landstraßen und Ortsdurchfahrten dadurch weniger belasten. So entstanden z. B. die riesigen neueren Logistikparks in Tschechien und der Slowakei nahezu ausnahmslos an Anschlussstellen neuerer Autobahnen an den Hauptentwicklungsachsen.
Ein möglicher Nachteil dieses Konzepts liegt in der Vernachlässigung der Zwischenräume. Wenn ein Großteil der Finanzmittel in die Entwicklungsachsen investiert wird, kann es zu fortwährenden Verschlechterungen der Lebensverhältnisse in den Zwischenräumen führen. Dies hat vermehrte Abwanderung zur Folge, was den Effekt noch verstärkt.